# Waglerarassari
Der Waglerarassari (Aulacorhynchus wagleri) ist eine Vogelart aus der Familie der Tukane, die in der Sierra Madre del Sur im Süden Mexikos vorkommt.

## Merkmale
Wie alle Grünarassaris ist der Waglerarassari vorwiegend grün gefärbt und besitzt den für Tukane typischen übergroßen Schnabel. Männchen sind etwas größer als die Weibchen und erreichen ein Gewicht von 145 bis 200 Gramm, Weibchen werden 127 bis 190 Gramm schwer. Der auffälligste Unterschied zum nah verwandten Laucharassari ist die zum größten Teil schwarze Basis des Schnabels (gelb beim Laucharassari). Die Stirn ist gelblich-weiß (olivfarben beim Laucharassari), die Kopfoberseite ist olivfarben. Brust und Bauch sind bläulich-grün.

Verbreitungsgebiet

## Lebensraum und Lebensweise

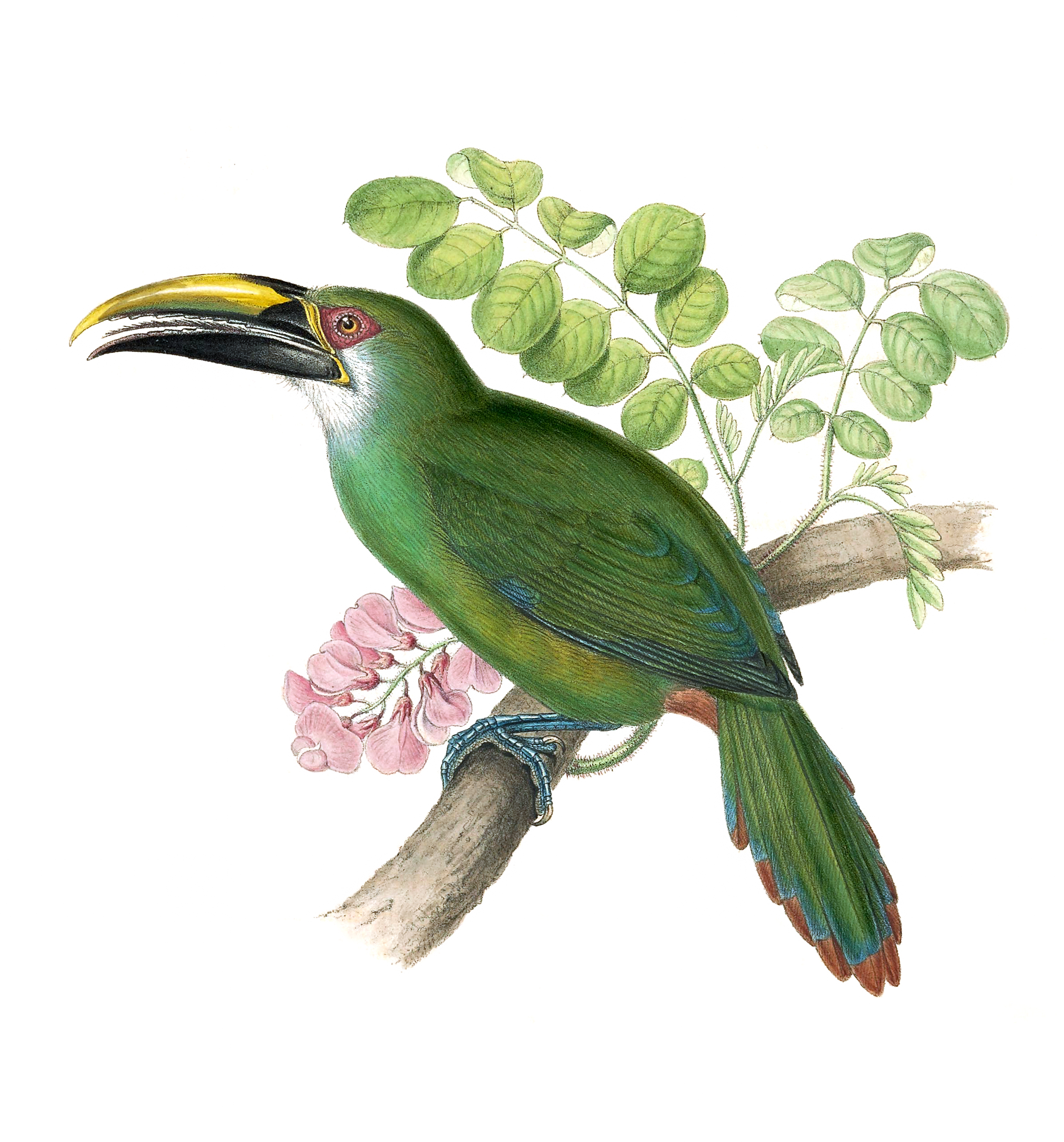
Zeichnung aus der Erstbeschreibung

Der Waglerarassari lebt in feuchten Bergwäldern, an Waldrändern, in Plantagen und auf Kahlschlagflächen mit schütterem Baumbestand bis in Höhen von 3700 Metern. Er ernährt sich von Früchten, Wirbellosen und kleinen Wirbeltieren, z. B. nestjunge kleine Vögel und kleine Echsen oder Frösche. Wie alle Tukane ist er ein Höhlenbrüter. Die Brutzeit liegt in den Monaten von März bis Juli.

## Systematik
Der Waglerarassari wurde 1841 durch die deutschen Ornithologenbrüder Friedrich Sturm und Johann Wilhelm Sturm unter der Bezeichnung Pteroglossus wagleri erstmals wissenschaftlich beschrieben. Heute gehört er zur Gattung der Grünarassaris (Aulacorhynchus), die 1835 durch John Gould eingeführt wurde, und innerhalb der Gattung zum A.-prasinus-Artenkomplex. In der ornithologischen Datenbank Birds of the World wird er lediglich als Unterart des Laucharassaris (A. prasinus) behandelt, der genetische Abstand zum Laucharassari ist jedoch relativ groß (3,6 %) und in zahlreichen anderen Onlinequellen und wissenschaftlichen Publikationen hat er den Status einer eigenständigen Art.

## Gefährdung
Die IUCN schätzt den Bestand des Waglerarassaris als ungefährdet ein. Mit einer Ausdehnung von mehr als 20.000 km² ist das Verbreitungsgebiet relativ groß und die Population scheint stabil zu sein.